# モスクワ (書店)
モスクワ（露: МОСКВА, 英: Moscow）は、ロシアの書店である。モスクワ書店（露: книжный магазин «Москва», 英: Moskva bookstore）とも呼ばれる。

## 概要
新刊書籍や古書の他に、文房具やコンパクトディスクなどを取り扱う大型書店である。首都モスクワのトゥヴェルスカヤ通り8番に所在する。正式名称は ОБЩЕСТВО С ОГРАНИЧЕННОЙ ОТВЕТСТВЕННОСТЬЮ "ТОРГОВЫЙ ДОМ КНИГИ "МОСКВА" である。企業形態は、有限会社である。
店舗は、建築家のアルカジー・モルドヴィノフによって建てられた建物に入居している。ロゴのハートマークは、デザイナーのユーリー・シャポバロフ (Юрий Шаповалов) のアイデアによるものである。店内には、スタッフを呼び出すボタンが設けられており、探している本を見つけるためのアドバイスを受けることができる。

## 支店
2011年から2016年にかけて、ヴォズドヴィジェンカ通りに支店が存在した。24時間営業が行われており、面積はおよそ1,000平方メートルで、カフェやキッズルームの他、無料で利用できるWi-Fiが設置されていた。支店に在庫がない場合、トゥヴェルスカヤ通りの店舗から30分で取り寄せることができた。赤とグレーでデザインされた店舗の内装は、シャポバロフによる。

## 沿革
1958年11月5日、ゴーリキー通り（現在のトゥヴェルスカヤ通り）に第100番書店（露: «Книжный магазин № 100»）という名称で開店され、ほどなくして「モスクワ」に改称された。初代取締役は、ヴィクトル・ステブロフ (Виктор Викторович Стеблов) であった。1968年5月27日、タマーラ・ウリヤドヴァ (Тамара Васильевна Урядова) が取締役に就任する。
1979年、モスクワオリンピック開催を見据えた店舗の改装工事が行われる。1991年、マリーナ・カーメネワ (Марина Ниловна Каменева) が取締役に就任する。2011年12月13日、ヴォズドヴィジェンカ通りに支店が開店される。2016年6月末をもって、ヴォズドヴィジェンカ通りの支店が閉店される。